# Qala
Qala é um povoado da ilha de Gozo em Malta. Possuía uma população de 1 929 em 2019.